# Burns Bog
Burns Bog är en mosse i Kanada.   Den ligger i provinsen British Columbia, i den södra delen av landet, 3 500 km väster om huvudstaden Ottawa.
Trakten runt Burns Bog består till största delen av jordbruksmark.